# Jean Tschumi

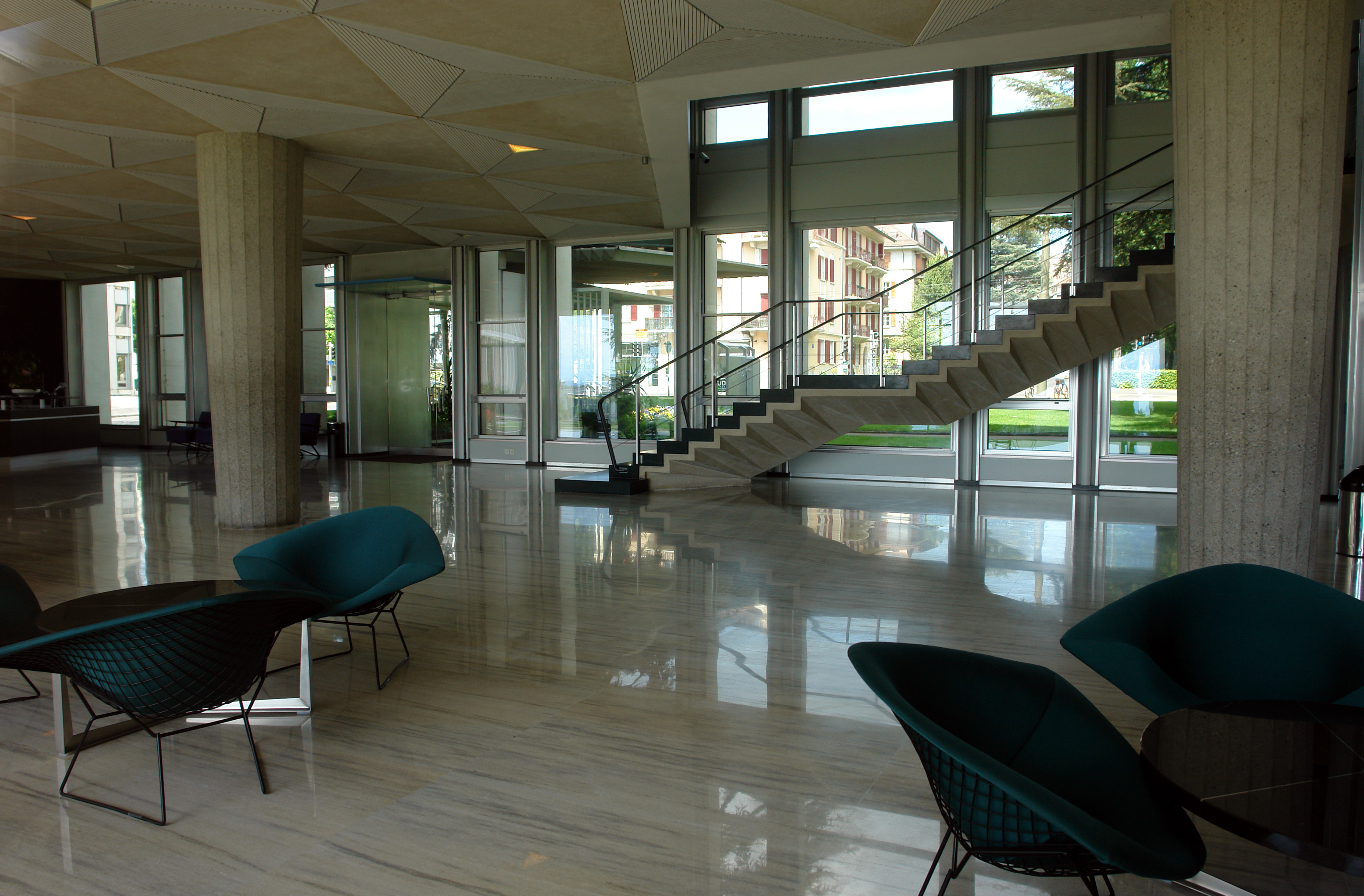
Lobby der Mutuelle Assurance Vaudoise

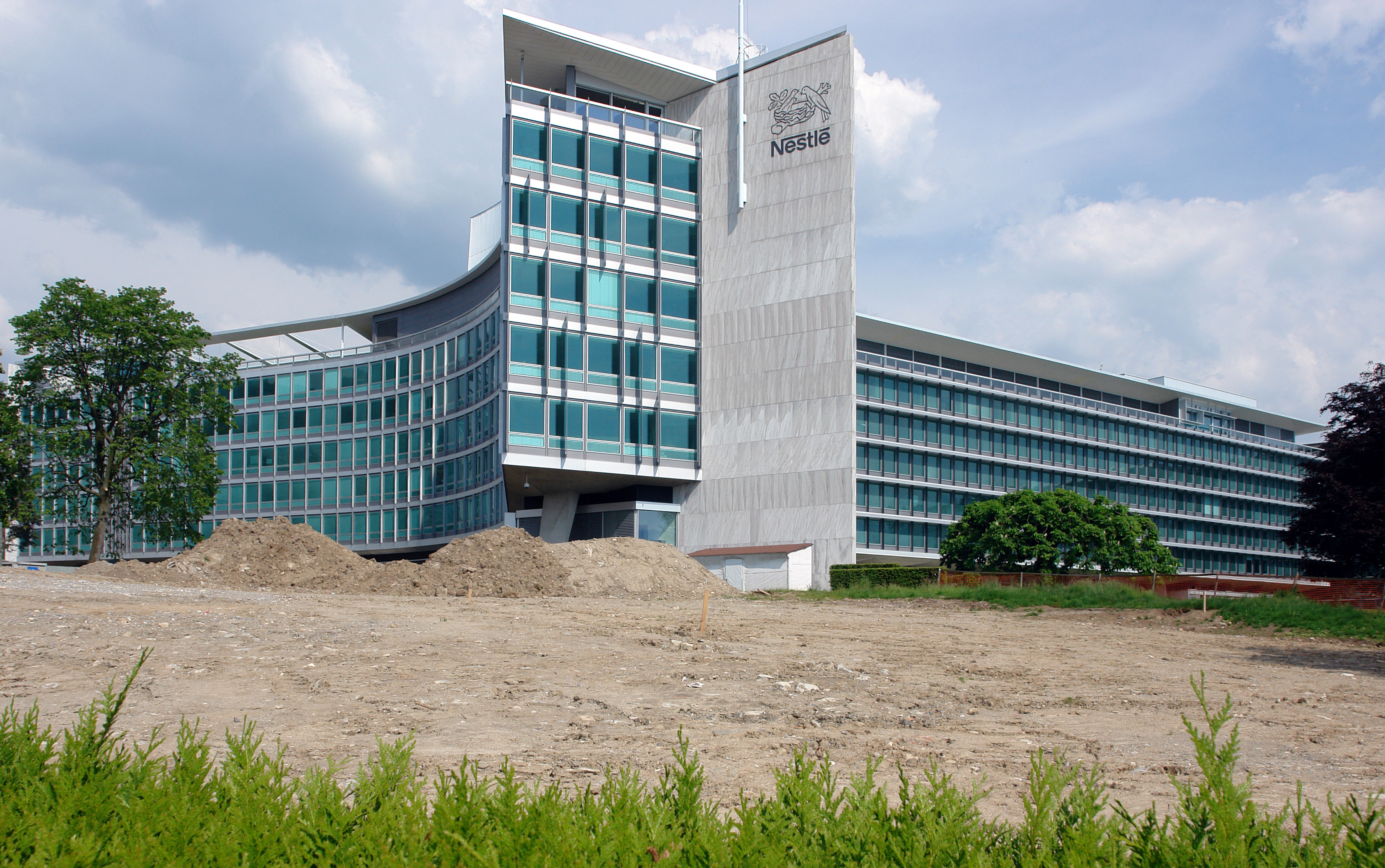
Hauptsitz von Nestlé in Vevey

Jean Tschumi (* 14. Februar 1904 in Plainpalais; † 25. Januar 1962) war ein Schweizer Architekt und Professor an der ETH Lausanne.

## Laufbahn
Nach einer Bauzeichnerlehre in Lausanne besuchte er zum Dekorateurstudium das Technikum Biel, anschliessend setzte er ab 1922 seine Studien der Architektur und des Städtebaus an der Pariser École des Beaux-Arts und am Institut d’Urbanisme der Pariser Universität fort. 1927 begann er seine Karriere zunächst – wegen seiner dekorativen Begabung – im Atelier des Pariser Dekorateurs und Innenarchitekten Jacques-Émile Ruhlmann. Dort entwarf er beispielsweise die Kabinenmöblierung des Transatlantikliners Normandie. Gleichzeitig wandte er sich dem Städtebau zu; 1932 der dritte Preis der grossen Stadterweiterung von Lausanne, erhielt er 1937 den Grossen Preis der Stadt Paris für die Planung der unterirdischen Verkehrsführung. 1943 wurde er als Leiter an die neu gegründete École d’architecture et d’Urbanisme in Lausanne berufen.
Sein relativ schmales, aber aus bedeutenden Bauten bestehendes, architektonisches Werk schuf er im eigenen Büro erst ab diesem Zeitpunkt. Nach Aufträgen für Sandoz in Frankreich gelangen ihm mit dem Hauptsitz der Versicherung Mutuelle Vaudoise und dem Silo in Renens emblematische Entwürfe, die das Repräsentationsbedürfnis der Bauherrschaft wie funktionale Aspekte gleichermassen berücksichtigten. Ein weltweit beachtetes und mit dem Reynolds-Preis ausgezeichnetes Werk ist der Nestlé-Hauptsitz in Vevey, ein Y-förmiges Verwaltungsgebäude, auf Pilotis aufgeständert, ist es der angemessene, auch heute als zeitgenössisch empfundene Repräsentant des Unternehmens. Das letzte von ihm geplante Gebäude, der Palast für die Gesundheitsorganisation der Vereinten Nationen, wurde postum unter Leitung von Pierre Bonnard errichtet. Er beteiligte sich vielfältig in Gremien, Kommissionen, Berufsverbänden und Jurys; 1953–57 hatte er den Vorsitz der Internationalen Architekten-Union inne.
Tschumi, der seine Arbeitszeit zwischen Lausanne und Paris aufteilte, wo er je ein Büro unterhielt, starb im Schlafwagen des Schnellzugs Paris-Lausanne. Jean Tschumi ist der Vater von Bernard Tschumi.

## Würdigung
„…die erstaunliche Lebensdauer der Funktionen und schliesslich ein Talent, den repräsentativen und symbolischen Gehalt der beherbergten Institutionen und Firmen in Formen umzusetzen: all dies ist zugleich Jean Tschumis ganz persönliche Sprache, ständig auf der Suche nach einer Nachkriegsmoderne, als auch eine seltsam aktuelle und zeitgenössische. Da und dort verbindet sich die Eleganz mit einem Konzept von Schwerelosigkeit …
dass es dieses Werk versteht, zwischen Klassik und Moderne zu spielen, sie zu vereinen: zwischen prächtigen, mit dem Feingefühl des Handwerkers polierten Materialien und fern von der Baustelle hergestellten Industrieprodukten; zwischen technischen «Basteleien» und der Verwendung hochentwickelter Technologie und Statik.“
Tschumis Gebäude wirken erstaunlich zeitgenössisch, sowohl in der plastischen Durchformung der Bauteile wie der Verwendung der Materialien.

## Werke (in Auswahl)
- Pavillon Suisse für die Exposition internationale de l'urbanisme et l'habitation, Paris, 1947.
- Fabrikgebäude für Farbstoffe der Firma Sandoz, in Noisy-le-Sec, Frankreich, 1947–53.
- Pharmazeutische Labore der Firma Sandoz, in Orléans, Frankreich, 1949–53.
- Mutuelle Vaudoise Assurance, Lausanne, 1952–56.
- Produktionsgebäude für Chemieprodukte der Firma Sandoz, in Saint-Pierre-La-Garenne, Frankreich, 1952–61.
- Silo der USAR, Renens, 1957–59, durch Anbau wesentlich verändert
- Nestlé-Hauptverwaltung, Vevey, 1959–60.
- Verwaltungsgebäude für Nestlé Sopad, mit A. Aubert, Courbevoie, Paris, 1961.
- Aula der Polytechnischen Hochschule Lausanne, Lausanne, 1957–62.
- Verwaltungssitz der André & Cie, Lausanne, 1962.
- WHO-Hauptsitz, Genf, 1962–66, postum durch Pierre Bonnard vollendet

## Nachweise
1. ↑  Jean Tschumi: Bâtiment administratif de la Mutuelle Vaudoise Accidents, Lausanne. In: Das Werk. Band 47, Nr. 2, 1960, S. 52, doi:10.5169/seals-34138.
2. ↑  Jean Tschumi: Silo à Lausanne-Renens. In: Das Werk. Band 44, Nr. 2, 1957, S. 82 ff., doi:10.5169/seals-36706.
3. ↑  Inès Lamunière, Patrick Devanthéry: Jean Tschumi Œuvre: Eine Rückschau. In Faces : journal d’architectures. Nr. 39 _S.I Genf, École d’Architecture de l’Université de Genève 1996 ISSN 0258-6800